# André de Victor
André de Victor – francuski kierowca wyścigowy.

## Kariera
W swojej karierze wyścigowej v poświęcił się startom w wyścigach samochodów sportowych. W latach 1926-1927 Francuz pojawiał się w stawce 24-godzinnego wyścigu Le Mans. W drugim sezonie startów odniósł zwycięstwo w klasie 1.1, a w klasyfikacji generalnej uplasował się na drugiej pozycji.